# Tivoli Framework
Tivoli Framework eller bara Tivoli är en systemhanteringsplattform från IBM. Inköpt av IBM 1995 från Tivoli Systems och ingår numera i IBM:s Software Group division.
Att sköta heterogena distribuerade datorsystem är en avancerad och komplex uppgift som kan innefatta olika operativsystem, distribuerade nätverkstjänster (services) och olika systemhanteringsuppgifter. Tivoli Management Framework och dess ingående produkter kan förenkla handhavandet (drift, felsökning, installation, underhåll, övervakning m.m.) av distribuerade system.
Tivoli Framework är på väg att utgå till förmån för s.k. "point solutions" som IBM köpt in från diverse företag. Idag finns alternativ till Framework-baserade lösningar inom samtliga f.d. Frameworks kärnapplikationer utom Tivoli Remote Control för Windows-baserade system.